# La Baroche-sous-Lucé
La Baroche-sous-Lucé era una comuna francesa situada en el departamento de Orne, de la región de Normandía, que el 1 de enero de 2016 pasó a ser una comuna delegada de la comuna nueva de Juvigny-Val-d'Andaine al fusionarse con las comunas de Beaulandais, Juvigny-sous-Andaine, Loré, Lucé, Saint-Denis-de-Villenette y Sept-Forges.

## Demografía
| Gráfica de evolución demográfica de La Baroche-sous-Lucé entre 1800 y 2013 |
|                                                                            |

Los datos demográficos contemplados en este gráfico de la comuna de La Baroche-sous-Lucé se han cogido de 1800 a 1999 de la página francesa EHESS/Cassini, y los demás datos de la página del INSEE.